# Gripe rusa de 1977
La gripe rusa de 1977-1980 fue una pandemia de gripe, nombrada así por ser la Unión Soviética la primera en informar de su existencia en 1977 y que duró hasta 1980. El brote tuvo su origen en el norte de China en mayo de 1977, un poco antes de detectarse en la Unión Soviética. La pandemia afectó principalmente a la población menor de 25 o 26 años. Se estima que la pandemia provocó aproximadamente 700.000 muertes en todo el mundo, aunque otras fuentes reducen esta cifra considerablemente.
La pandemia fue causada por una cepa de gripe H1N1 que se parecía mucho a una cepa de virus que circuló en todo el mundo entre 1946 y 1957. Aunque negado por los países implicados y la OMS, el análisis genético y varias características inusuales de la gripe rusa de 1977 han llevado a muchos investigadores a sostener que muy probablemente el virus fuera creado en un laboratorio y liberado accidentalmente.

## Historia de la pandemia
En mayo de 1977, se produjo un brote de gripe en el norte de China, incluidos Liaoning, Jilin y Tianjin. La cepa de la gripe fue aislada y determinada por investigadores chinos como H1N1, que afectó principalmente a estudiantes de escuelas intermedias y primarias que carecían de inmunidad al virus H1N1. Los síntomas clínicos de la gripe fueron relativamente leves. Otras zonas de China continental y Hong Kong británico también se vieron afectadas en los meses siguientes.
Ese mismo año, la cepa H1N1 se detectó en Siberia poco después del brote en China y luego se extendió rápidamente por la Unión Soviética, que fue el primer país en informar sobre el brote a la Organización Mundial de la Salud (OMS). La República Popular China no fue miembro de la OMS hasta 1981. Por lo tanto, la pandemia se denominó «gripe rusa».
En 1977, la gripe rusa golpeó el Reino Unido y llegó a los Estados Unidos en enero de 1978. El primer brote en los EE. UU. se informó en una escuela secundaria en Cheyenne, donde la tasa de morbilidad era superior al 70%, pero solo involucraba a estudiantes. A pesar de que se observaron infecciones en escuelas y bases militares en todo Estados Unidos, hubo pocos informes de infección en personas mayores de 26 años y la tasa de mortalidad en las personas afectadas fue baja.
Desde finales de 1977, la cepa H1N1 ha comenzado a circular conjuntamente con la cepa H3N2 en humanos, como gripe estacional.

## Virología
Después de 1957, la cepa H1N1 dejó de circular por el mundo hasta su reaparición en 1977. La cepa de 1977 era casi idéntica (pero no igual) a la cepa de la década de 1950. Debido a este hecho, junto con otras características inusuales como que la gripe afectó en gran medida a la población más joven, se cree ampliamente que el virus se filtró al público en un accidente de laboratorio (el virus pudo haber estado congelado en algún laboratorio de antemano). Sin embargo, la Organización Mundial de la Salud y los científicos de China y la Unión Soviética negaron la teoría de una fuga de laboratorio.
También existen otras teorías sobre el origen del virus, como la liberación deliberada del virus como arma biológica por parte de científicos soviéticos o el ensayo de una vacuna. Por otro lado, ciertas investigaciones del virus indican que la cepa reemergente de 1977 estuvo circulando durante aproximadamente un año antes de su detección.

## Fatalidad
La gripe rusa fue relativamente benigna, con una tasa de mortalidad estimada de alrededor de 5 de cada 100.000 habitantes, menos que la de la influenza estacional típica (~ 6 de cada 100.000 habitantes). La mayoría de las personas infectadas tenían menos de 26 o 25 años. Alrededor de 700.000 personas murieron debido a la pandemia de gripe rusa en todo el mundo. Pero algunos estiman que el número de muertos es tan bajo como 10.000.